# Corinna brunneipeltula
Corinna brunneipeltula là một loài nhện trong họ Corinnidae.
Loài này thuộc chi Corinna. Corinna brunneipeltula được Embrik Strand miêu tả năm 1911.